# グリコマイセス属
グリコマイセス属（グリコマイセスぞく、Glycomyces、グリコミケス属とも）はグラム陽性細菌に分類される細菌の一属。植物の根や農場の土などから分離される比較的マイナーな放線菌である。

## 代表的な菌種
Glycomyces algeriensis - G. arizonensis - G. endophyticus - G. harbinensis（タイプ種） - G. lechevalierae - G. rutgersensis - G. sambucus - G. tenuis